# Młodzieżowe Drużynowe Mistrzostwa Polski na Żużlu 1979
Młodzieżowe Drużynowe Mistrzostwa Polski 1979 – druga edycja corocznego turnieju, mającego wyłonić najlepszą drużynę, składającą się z zawodników, którzy nie ukończyli jeszcze 21. roku życia.

## Finał

### Turnieje
| Poz. | Klub             | Punkty |
| ---- | ---------------- | ------ |
| 1    | Unia Leszno      | 36     |
| 2    | KS Toruń         | 29     |
| 3    | ZKŻ Zielona Góra | 25     |
| 4    | Stal Rzeszów     | 6      |

| Poz. | Klub             | Punkty |
| ---- | ---------------- | ------ |
| 1    | KS Toruń         | 38     |
| 2    | Unia Leszno      | 28     |
| 3    | ZKŻ Zielona Góra | 16     |
| 4    | Stal Rzeszów     | 14     |

| Poz. | Klub             | Punkty |
| ---- | ---------------- | ------ |
| 1    | Unia Leszno      | 36     |
| 2    | KS Toruń         | 30     |
| 3    | Stal Rzeszów     | 16     |
| 4    | ZKŻ Zielona Góra | 12     |

| Poz. | Klub             | Punkty |
| ---- | ---------------- | ------ |
| 1    | Unia Leszno      | 41     |
| 2    | KS Toruń         | 33     |
| 3    | Stal Rzeszów     | 14     |
| 4    | ZKŻ Zielona Góra | 7      |

### Tabela
| Poz. | Klub             | Punkty | +/-  |
| ---- | ---------------- | ------ | ---- |
| 1    | Unia Leszno      | 11     | +140 |
| 2    | KS Toruń         | 9      | +125 |
| 3    | ZKŻ Zielona Góra | 2      | +60  |
| 4    | Stal Rzeszów     | 2      | +57  |